# 尾藤義昭
尾藤 義昭（びとう よしあき、1946年〈昭和21年〉2月14日 - ）は、日本の政治家。元関市長。岐阜県議会議員（自由民主党）。
2007年（平成19年）、関市長選で当選。2011年（平成23年）に落選するまで1期4年を務めた。

## 略歴
関市生まれ。中京大学商学部卒業。1970年（昭和45年）、松野幸泰の秘書となった。1982年（昭和57年）、関市議会議員に当選して2期務める。1991年（平成3年）の岐阜県議会議員選挙に関市選挙区から自民党公認で立候補して、初当選を果たした。2006年（平成18年）5月9日から2007年（平成19年）5月8日まで、第114代岐阜県議会副議長を務めた。同年の県議選で当選した。同年、関市長選挙に立候補して初当選を果たした。9月22日に市長に就任した。

### 2011年関市長選挙
再選を目指して立候補したが、前市議の尾関健治に敗れて落選した。
※当日有権者数：-人 最終投票率：62.03%（前回比：-pts）
| 候補者名 | 年齢 | 所属党派 | 新旧別 | 得票数   | 得票率 | 推薦・支持 |
| -------- | ---- | -------- | ------ | -------- | ------ | ---------- |
| 尾関健治 | 39   | 無所属   | 新     | 24,863票 | 55.0%  | -          |
| 尾藤義昭 | 65   | 無所属   | 現     | 20,340票 | 45.0%  | -          |

9月21日に退任した。
2015年（平成27年）の県議選で関市選挙区から自民党公認で立候補して、返り咲きを果たした。2018年（平成30年）5月8日から2019年（令和元年）5月8日まで第127代岐阜県議会議長を務めた。同年の県議選では関市・美濃市選挙区から立候補して当選した。2023年（令和5年）の県議選で8選を果たした。